# ایستگاه قطار شهری آزادی (اصفهان)
ایستگاه قطار شهری آزادی یک ایستگاه در خط ۱ متروی اصفهان است که در ۲۹ مرداد ۱۳۹۶ افتتاح شد. این ایستگاه در میدان آزادی که به دروازه شیراز نیز معروف است، قرار دارد. این ایستگاه بزودی ایستگاه تقاطعی خطوط ۱ و ۳ مترو اصفهان خواهد شد.
ایستگاه بعدی در ضلع شمالی ایستگاه شریعتی و در ضلع جنوبی ایستگاه دانشگاه است. از مکان‌های نزدیک ایستگاه آزادی میتوان به دانشگاه اصفهان و ورزشگاه انقلاب اشاره کرد.

## نگارخانه
1. ↑  "آغاز مسافرگیری آزمایشی فاز سوم خط یک مترو اصفهان/ مسافران تا آزادی از مترو استفاده می‌کنند". 20 August 2017.
2. ↑  "UrbanRail.Net > Asia > Iran > Isfahan Metro". www.urbanrail.net. Retrieved 2018-01-21.